# Uneasy Money (film fra 1918)
Uneasy Money er en amerikansk stumfilm fra 1918 af Lawrence C. Windom.

## Medvirkende
- Taylor Holmes - Dawlish
- Virginia Valli - Elizabeth Nutcombe
- Arthur W. Bates - Nutty Nutcombe
- Charles Gardner - Ira Nutcombe
- Virginia Bowker - Lady Wetherby